# Tarszyno (obwód wołogodzki)
Tarszyno (ros. Таршино) – wieś w Rosji, w rejonie grazowieckim obwódu wołogodzkiego. W 2002 liczyła 13 mieszkańców, z kolei w 2010 populacja miejscowości wynosiła 7 osób.